# Prochot
Prochot este o comună slovacă, aflată în districtul Žiar nad Hronom din regiunea Banská Bystrica. Localitatea se află la altitudinea de 509 m deasupra n.m., se întinde pe o suprafață de 18,51 km2 și în 2017 număra 547 de locuitori.

## Istoric
Localitatea Prochot este atestată documentar din 1414.

## Demografie
| An:                | 1994 | 2004    | 2014   | 2024   |
| ------------------ | ---- | ------- | ------ | ------ |
| Număr de persoane: | 693  | 618     | 567    | 553    |
| Diferență:         |      | −10,82% | −8,25% | −2,46% |

| An:                | 2023 | 2024   |
| ------------------ | ---- | ------ |
| Număr de persoane: | 552  | 553    |
| Diferență:         |      | +0,18% |